# Măglișta, Smolean
Măglișta (în bulgară Мъглища) este un sat în comuna Madan, regiunea Smolean,  Bulgaria. 

## Demografie
Componența etnică a satului Măglișta
     Nicio identificare (12,1%)
     Bulgari (65,23%)
     Turci (14,06%)
     Romi (0%)
     Altele (8,59%)
La recensământul din 2011, populația satului Măglișta era de 256 locuitori. Din punct de vedere etnic, majoritatea locuitorilor (65,23%) erau bulgari, cu o minoritate de turci (14,06%). Pentru 12,1% din locuitori nu este cunoscută apartenența etnică.